# Andrea della Robbia

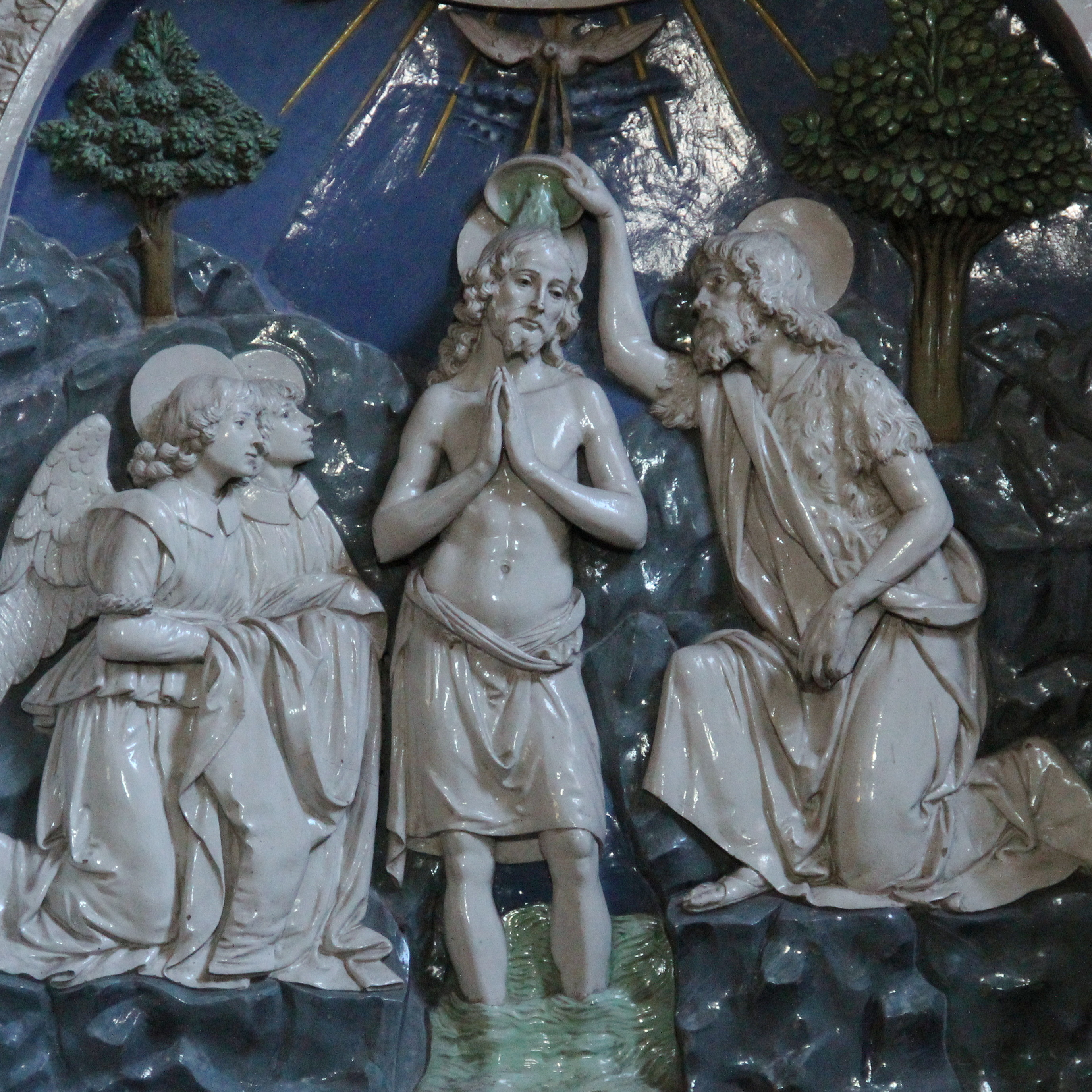
Batismo de Cristo, Santa Flora, Itália

Andrea della Robbia (Florença, 24 de outubro de 1435 - idem, 4 de agosto de 1525) foi um importante escultor italiano da Renascença, especializado na técnica da cerâmica policroma esmaltada e vitrificada.
Andrea pertencia a uma grande família de artistas, cujo primeiro expoente foi seu tio Luca, e que se tornou notória pela técnica original e de alto nível de sua cerâmica e pela refinada delicadeza de suas figuras, formando uma escola de larga difusão. Suas obras em geral são relevos, inspirados mais na pintura do que na escultura de sua época. Trabalhou para diversos patronos, deixando grande número de criações em igrejas, palácios e residências privadas por toda a Toscana, e hoje seus trabalhos também são encontrados nos maiores museus do mundo.
Dentre as mais importantes de suas obras estão o conjunto de peças para a decoração do Santuário do Monte Alverne, e uma grande Coroação da Virgem para a Igreja Abacial de Santa Maria Assunta, em La Spezia.

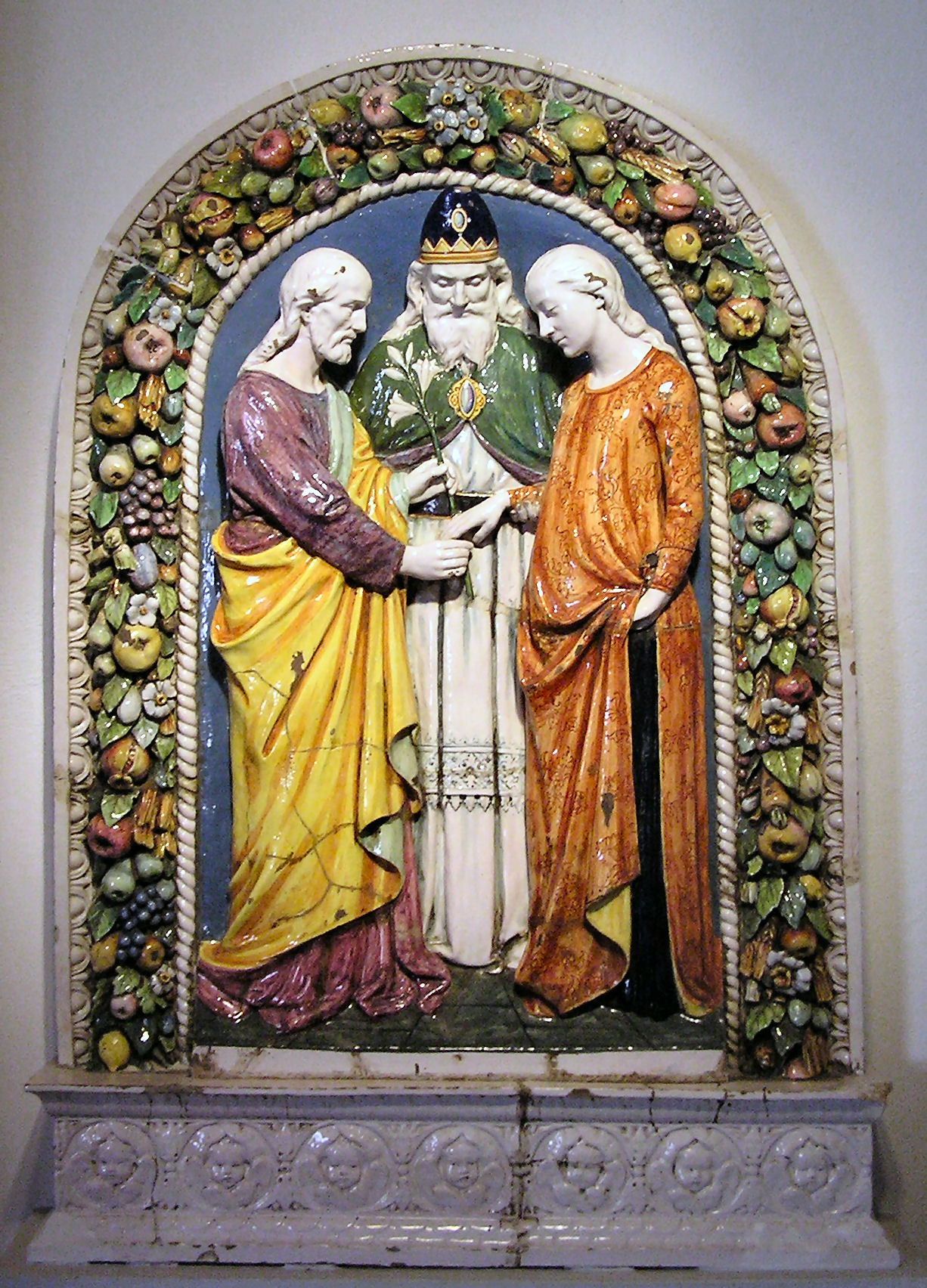
O casamento de José e Maria, Museu Malmø
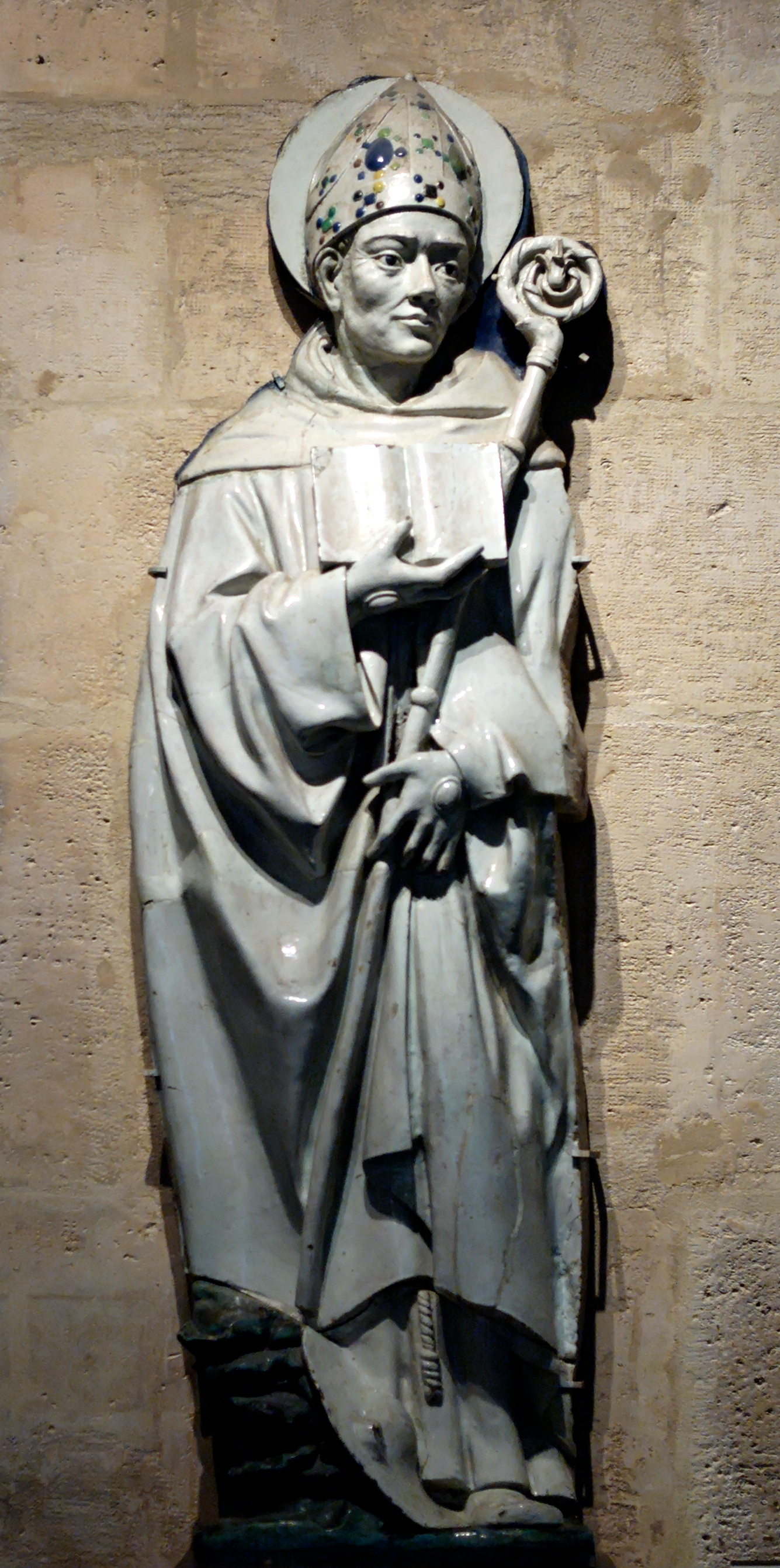
Um bispo, Louvre
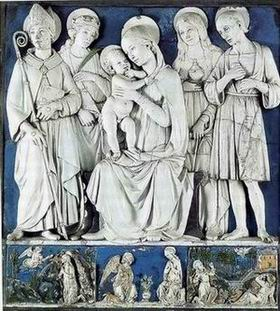
Oratório do Bom Conselho
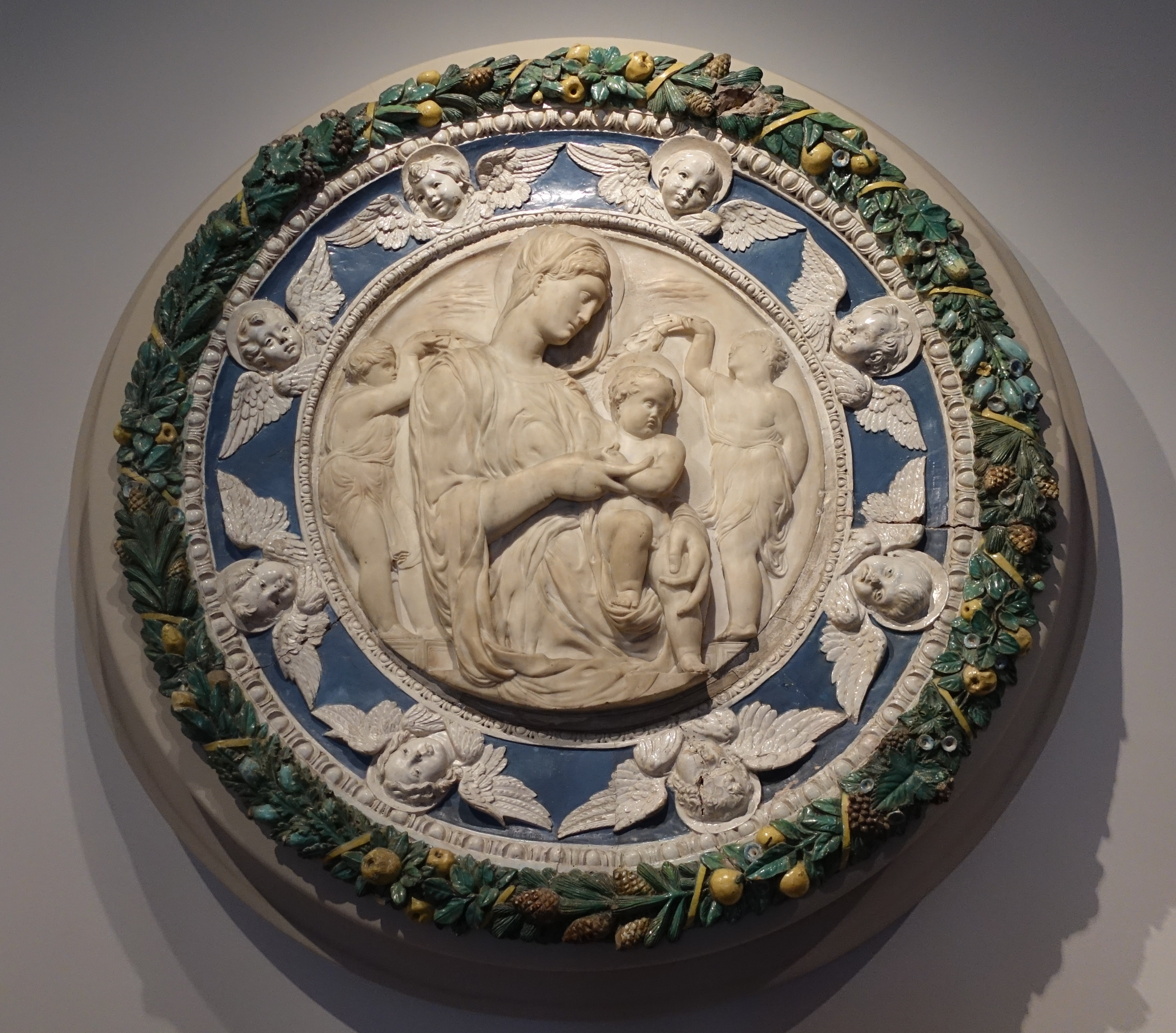
Museu Nacional de Arte Antiga, Lisboa
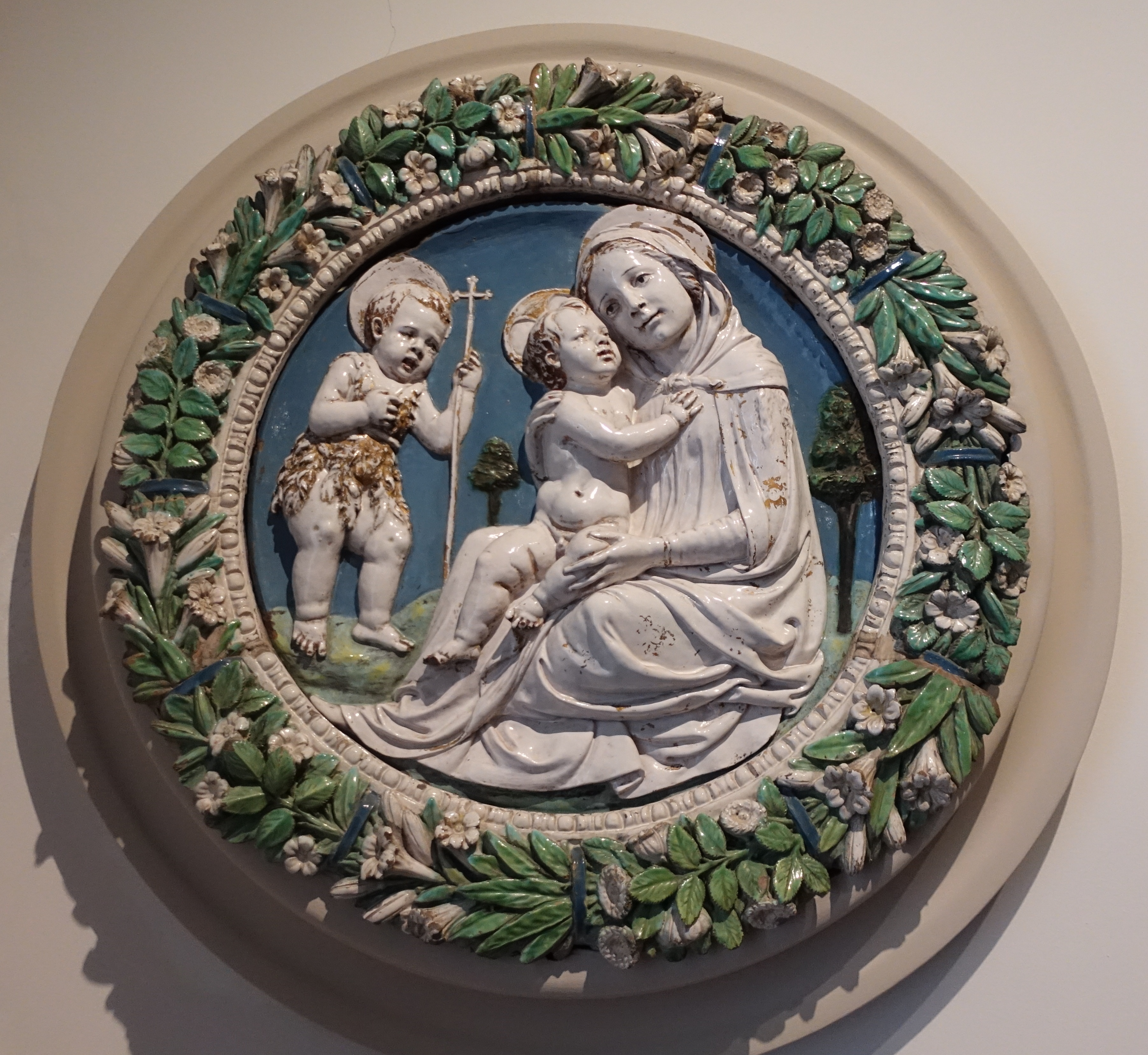
Museu Nacional de Arte Antiga, Lisboa